# Albert Flindé
Albert Flindé est un économiste et homme politique ivoirien, né le 1er janvier 1955 à Kiélé dans la sous-préfecture de Man, à l'Ouest de la Côte d'Ivoire.

## Biographie

### Origines et formation
Albert Flindé est né le 1er janvier 1955 à Kiélé, dans la sous-préfecture de Man. Il est titulaire d'une licence et d'une maîtrise d'administration économique et sociale, option économie, obtenues successivement à l'université de Paris 7 Jussieu en 1980, et à l'université de Paris X-Nanterre en 1982. Un an plus tard (en 1983) il obtient un diplôme d'études approfondies sur « La politique française de la famille » à l'université de Paris X-Nanterre. Puis, toujours dans la même université, il décroche en 1985 un doctorat de troisième cycle à la Faculté des sciences économiques avec une thèse sur « Les Instruments de la politique française de l'Emploi dans la crise : 1974-1982 ».

### Expérience professionnelle
Albert Flindé commence sa carrière professionnelle au ministère de l'Économie et des Finances de Cote d'Ivoire. Il y occupe successivement les fonctions de chargé d'études, puis chef du Service du suivi infra-annuel de l'emploi, des revenus et de la consommation, à la direction de la planification et de la prévision entre 1986 et 1987,. Entre 1988 et 1992, il est affecté au ministère du Plan où il est d'abord sous-directeur de la planification sociale et culturelle, ensuite sous-directeur de la planification et de la programmation du développement des ressources humaines, et enfin secrétaire Permanent du Comité interministériel du programme de valorisation des ressources Humaines (volet PAS). Il part plus tard du côté de la Banque mondiale où il est nommé chef du projet d'appui à la gestion des ressources Humaines (PAGRH), puis expert national chargé du transfert des compétences sur le PAGRH de 1993 à 1997.
En 1998, Albert Flindé fait son retour au ministère de l'Économie et des Finances où il reste jusqu'en 2005 et occupe les postes suivants : expert national auprès du cabinet du ministère chargé du suivi des politiques sociales et de l'éligibilité de la Côte d'Ivoire au PPTE ; coordonnateur des réformes du ministère, chargé particulièrement de la conception, du lancement et du suivi du système intégré de gestion des Finances publiques (SIGFIP) ; secrétaire permanent du comité interministériel du programme de valorisation des ressources humaines phase 2 (PVRH II). De 2006 à 2007, il est directeur de cabinet du ministère de l'Intégration africaine, avant d'être muté au même poste au sein du ministère des Transports pour la période allant de mai 2007 à février 2010. Il est par ailleurs membre des délégations chargées de négocier des prêts, crédits et dons pour la Côte d'Ivoire, auprès de la Banque mondiale, du Fonds monétaire international et de la Banque africaine de développement.
Albert Flindé devient ministre des Transports de mars à décembre 2010,, puis Ministre de l'enseignement Technique et de la Formation Professionnelle de juin 2011 à mai 2015,. Il prend la tête du Ministère de l'Intégration Africaine et des ivoiriens de l'intérieur le 13 mai 2020 jusqu'à l'avènement du gouvernement Patrick Achi I le 06 avril 2021. Il est nommé ministre Gouverneur du District autonome des Montagnes le 18 juin 2021,.

### Vie politique
Albert Flindé a commencé son parcours politique au Parti démocratique de Côte d'Ivoire (PDCI-RDA), car né de parents issus de ce parti. En 1996, il est le deuxième adjoint au maire de Man sous le mandat de Bouye Diaméné Philippe,. Après son adhésion à l'Union pour la démocratie et la paix en Côte d'Ivoire (UDPCI), il est élu maire de Man en 2001 et demeure à ce poste jusqu'en 2013,. Il occupe successivement au sein de l'UDPCI, les responsabilités de premier secrétaire adjoint chargé de l'administration et des élections, membre du Bureau politique et de la direction, secrétaire technique permanent de la direction de campagne d'Albert Toikeusse Mabri, puis deuxième vice-président du parti. Le 10 avril 2020, Albert Flindé est écarté de la direction de l'UDPCI et viré du parti par Albert Toikeusse Mabri. Il rejoint alors le Rassemblement des houphouëtistes pour la démocratie et la paix (RHDP) dont il devient le coordinateur principal de campagnes dans la région du Tonkpi et pour lequel il crée le « Mouvement Tonkpi RHDP »,.

## Distinctions
- 2023 : Commandeur de l'Ordre National[18],[19].